# Świerszczewo (województwo zachodniopomorskie)
Świerszczewo – (przed 1945 r. niem. Schönwalde) osada w Polsce położona w województwie zachodniopomorskim, w powiecie szczecineckim, w gminie Biały Bór, 1,5 km na zachód od drogi krajowej nr 20 ze Stargardu do Gdyni.
W jego granicach znajduje się XVIII-wieczny folwark. W 1922 r. majątek liczył 386 ha. Posiadał gorzelnię, gręplarnię i mleczarnię. Dwór pochodzi z 1 połowy XIX w. Przebudowany został na początku XX w. Budynek murowany, parterowy. Dach naczółkowy z lukarnami. Od wschodu i częściowo od południa przylega do dworu park krajobrazowy o pow. 2,5 ha. 
W latach 1975–1998 wieś należała do woj. koszalińskiego.
Inne miejscowości o nazwie Świerszczewo: Świerszczewo (Karcino)